# Saint-Nizier-de-Fornas
Saint-Nizier-de-Fornas település Franciaországban, Loire megyében. Lakosainak száma 653 fő (2022. január 1.). Saint-Nizier-de-Fornas Aboën, Estivareilles, Luriecq, Merle-Leignec, Périgneux, Rozier-Côtes-d’Aurec, Saint-Bonnet-le-Château, Saint-Hilaire-Cusson-la-Valmitte és La Tourette községekkel határos.

## Népesség
A település népessége az elmúlt években az alábbi módon változott:
| Lakosok száma | 452  | 453  | 514  | 618  | 661  | 669  | 666  | 663  | 660  | 653  |
|               | 1968 | 1982 | 1990 | 2006 | 2013 | 2015 | 2017 | 2019 | 2020 | 2022 |